# Paso de Inuyose
El paso de Inuyose (犬寄峠 Inuyose-tōge?) es un paso que se encuentra al sur de la ciudad de Iyo de la prefectura de Ehime (Japón).

## Características
Se sitúa en lo que fue el antiguo límite entre los pueblos de Nakayama y Futami, ambas formaban parte del distrito de Iyo; específicamente en la zona meridional de la llanura de Dogo y al norte de la cadena montañosa de Shikoku. Se encuentra a una altitud de 306 m.
En la actualidad la Ruta nacional 56 la atraviesa en una zona de menor altitud, a través del túnel de Inuyose (犬寄トンネル Inuyose-tonneru?), inaugurada en el año 1970 para facilitar la comunicación.
Asimismo, la autovía de Matsuyama y la línea Yosan de la Japan Railways también la atraviesan.
Es el primer paso (también el primer túnel) de la ruta nacional 56 viniendo de la ciudad de Matsuyama en dirección hacia las ciudades de Oozu y Uwajima. En términos generales se podría decir que divide las regiones de Chuyo y Nanyo de la prefectura de Ehime, salvo por lo que fue el pueblo de Nakayama del distrito de Iyo, que se encuentra al sur del paso y en la actualidad es parte de la ciudad de Iyo.
En cercanías del paso nace el río Mori (森川 Mori-kawa?) que se dirige hacia el norte y desemboca en el mar Interior de Seto en el distrito Mori de la ciudad de Iyo. También nace el río Kaminada (上灘川 Kaminada-gawa?), que se dirige hacia el oeste para también desembocar en el mar Interior de Seto.
- Datos: Q9056600